# 照栄院 (大田区)
照栄院（しょうえいいん）は、東京都大田区池上にある日蓮宗の寺院。

## 概要
山号は朗慶山。池上本門寺の塔頭で本行寺・理境院と共に池上三院家の一つ。池上中道不二庵法類の柳嶋法縁に属する。

## 歴史
日蓮の高弟・六老僧の一人である日朗は、日蓮入滅後に武蔵国鎌倉比企谷の長興山妙本寺・同国池上の長栄山本門寺及び下総国平賀の長谷山本土寺の3ヶ寺を継承し教線を拡張したが、文保2年（1318年）74歳で隠遁し池上南谷に草庵を結んだ。これが照栄院の濫觴と伝えられている。　その2年後の元応2年1月21日に日朗が遷化（逝去）すると荒廃の一途を辿ったが、嘉吉年間に本門寺の日鏡が再興を果たした。
更に時が下り寛文13年（1673年）に真間山弘法寺 15世・妙悟院日玄が両山22世に晋山し、元禄元年（1688年）には南谷檀林を開檀、立善講寺と命名した。　またその際に、加藤清正の息女・瑶林院が夫である徳川頼宣の追善菩提の為に本門寺に奉納した妙見菩薩立像を遷座し妙見堂を建立、檀林の鎮守とした。その後、講堂・方丈・玄能寮・板頭寮・首座寮・所化寮・玄文両談合場・食堂・惣門などが続々と建てられ一大法城の体を成した。また檀林の歴代化主には、池上中道不二庵法類の祖である両山25世・守玄院日顗を始め、その門弟である如山法縁縁祖・本妙院日静、両山27世・中延法縁縁祖の常求院日章、両山30世・土富店法縁縁祖の本壽院日利、近代日蓮教学の祖と謳われた具足山立本寺69世・優陀那院日輝などの碩学が就任し、また両山を始め、弘法寺・龍水山海長寺・長崇山本行寺・寂光山龍口寺等の池上五本山や比企谷司務職（長興山本行院 住職）に栄晋する高僧を多数輩出した。このような顕著な事績から日蓮宗関東八檀林の一つに数えられ隆盛を誇ったが、明治5年（1872年）の学制発布に伴い翌6年（1873年）には廃檀した。
明治21年（1888年）、埼玉県志木市の住人 関根銀次郎・平野定吉・田中万吉 等が日蓮宗寺院の建立を発願し、その意を承けた日珠が照栄院より「朗慶山立善講寺」の山寺号を分与され一寺を建立し末寺となった。その後も、109世の大綱院日明（黒澤圓静）・112世の観是院日教（石川謙静）・113世の本隆院日淳（田中本隆）が本門寺に栄晋。114世・日泥（石川恒彦）が永代供養墓「久遠林」を建設して広く一般に門戸を開くなど、三院家の格式に相応しい業績を積み重ね今日に至っている。

### 年表
- 文保2年 （1318年）大国阿闍梨日朗が草庵を創建
- 嘉吉年間（1441～1444年）荒廃した草庵を日鏡が再興
- 寛文4年 （1664年）瑶林院が夫・徳川頼宣の追善菩提の為に本門寺に妙見菩薩立像を奉納
- 元禄元年（1688年）両山22世・妙悟院日玄が南谷檀林を開檀
- 天保7年 （1836年）板頭寮を再建
- 慶応2年 （1866年）妙見堂を再建
- 明治6年 （1873年）学制の発布に伴い南谷檀林が廃檀
- 明治21年（1888年）日珠が「朗慶山立善講寺」の山寺号を分与され埼玉県志木市に一寺を建立、末寺となる
- 昭和56年（1981年）池上七福神に参加
- 平成12年（2000年）永代供養墓「久遠林」を建設

## 伽藍・境内
- 本堂

昭和14年（1939年）に再建された木造入母屋造瓦葺。広さ約275,9㎡。堂内正面の本尊は一塔両尊四士形式。正面に日蓮像、右手に日朗像を祀る。
- 書院

天保7年（1836年）に建立された南谷檀林の板頭寮（檀林事務長の寮）で、明治6年（1873年）から昭和14年（1939年）まで本堂として使用した。
- 庫裡

昭和49年（1974年）に建立されたコンクリート造2階建て。
- 山門

昭和13年（1938年）に建立された木造瓦葺の四脚門。
- 妙見堂

慶応2年 （1866年）に再建された檀林の鎮守。安置する妙見菩薩立像は、加藤清正の息女・瑶林院が夫である徳川頼宣の追善菩提の為に本門寺に奉納したもの。毎月15日に例祭、冬至に大祭が営まれ、大祭は本門寺貫首が導師を務める。
- 久遠林

題目初唱（立教開宗）750年を2年後に控えた平成12年（2000年）に114世・日泥（石川恒彦）によって建立された永代供養墓。“インド仏教以来の伝統を尊重しつつ現代社会の世相に合わせた形態を提唱する”という趣旨の下で運営されている。
- チャンギー殉難者慰霊碑

昭和58年（1983年）に113世・日淳（田中本隆）によって建立された慰霊碑。第二次世界大戦後、シンガポールのチャンギ刑務所において教誨師として活動した日淳が、BC級戦犯として処刑された日本軍将兵軍属を慰霊する為に建てられた。
- いぼとり地蔵

始め呑川の南に鎮座した村方の地蔵菩薩像が、度重なる河川の氾濫や改修等に伴って遷座したもの。
- 樹老人祠

池上七福神の一つ。南谷檀林が盛況であった頃、伊豆から来たある青年僧が“本門寺の貫首と成らん”と願を掛けて妙見堂に籠り断食行を修した。一週間後に朦朧とする中で堂を出ると眼前の大樹の下に一人の老人が立っており、「仏道修行は、猊座（貫首の位）に登り金襴緞子の法衣に身を包む為ではなく、地に降りて人々の頑迷な心の衣を脱がす為に行うものだ」と諭された。目が醒めた青年僧が故郷に帰り再び妙見堂を訪れると、老人が立っていた大樹が倒れていた。彼はその大木で老人の像を彫り妙見堂に祀った。これが樹老人誕生の逸話であるが、後にこの像は失われ現在は改めて刻されたものが祀られている。

## 文化財
- 三宝尊像（大田区指定文化財）
- 日朗聖人坐像（大田区指定文化財）
- 妙見菩薩立像（大田区指定文化財）
- 南谷檀林板頭寮遺構（大田区指定文化財）
- 照栄院文書（大田区指定文化財）
- 棟札（大田区指定文化財）

## 歴代住持・檀林化主
| 歴代 (通歴)     | 法号 (俗姓・道号)         | 入山日                             | 命日（享年［数え年］）             | 経歴 |
| --------------- | ------------------------- | ---------------------------------- | ---------------------------------- | --- |
| 開山            | 大国阿闍梨日朗 （平賀氏） | 文保2年（1318年）                  | 元応2年（1320年）1月21日（78歳）   | 大本山 長栄山本門寺（東京都大田区池上） 2世 大本山 具足山妙顕寺（京都府京都市上京区） 2世 大本山 大光山本圀寺（京都府京都市山科区） 2世 本山 塚原山根本寺（新潟県佐渡市新穂大野） 2世 本山 長谷山本土寺（千葉県松戸市平賀） 2世 本山 長崇山本行寺（東京都大田区池上） 2世 本山 長興山妙本寺（神奈川県鎌倉市大町） 2世 本山 広布山本満寺（京都府京都市上京区） 2世 本山 具足山妙覚寺（京都府京都市上京区） 2世 本山 具足山立本寺（京都府京都市上京区） 2世 法華宗陣門流総本山 長久山本成寺（新潟県三条市西本成寺） 開山 日蓮宗不受不施派大本山 龍華山妙覚寺（岡山県岡山市北区） 2世 長興山本行院（神奈川県鎌倉市大町） 開山 その他 多数 |
| 中興2世         | 日鏡                      |                                    | 文安4年（1447年）7月13日           | |
| 3世             | 日徳                      |                                    |                                    | |
| 4世             | 日融                      |                                    |                                    | |
| 5世             | 日通                      |                                    |                                    | |
| 6世             | 日説                      |                                    |                                    | |
| 7世             | 日達                      |                                    |                                    | |
| 8世             | 日濃                      |                                    |                                    | |
| 9世             | 日応                      |                                    |                                    | |
| 10世            | 日題                      |                                    |                                    | |
| 11世            | 日真                      |                                    |                                    | |
| 12世            | 日修                      |                                    |                                    | |
| 13世            | 日忠                      |                                    |                                    | |
| 14世            | 日琮                      |                                    |                                    | |
| 15世            | 日周                      |                                    |                                    | |
| 16世            | 日脱                      |                                    |                                    | |
| 檀林開祖 (17世) | 妙悟院日玄 (顗卓)         |                                    | 宝永元年（1704年）7月3日（75歳）   | 大本山 長栄山本門寺（東京都大田区池上） 22世 本山 真間山弘法寺（千葉県市川市真間） 15世 本山 長興山妙本寺（神奈川県鎌倉市大町） 22世 飯高檀林 妙雲山飯高寺（千葉県匝瑳市飯高） 17世能化 髙運山法蓮寺（千葉県勝浦市鵜原） 13世 |
| 2世 (18世)      | 善恵院日貞 (存首)         |                                    | 正徳2年（1712年）11月5日           | 本山 真間山弘法寺（千葉県市川市真間） 17世 飯高檀林 妙雲山飯高寺（千葉県匝瑳市飯高） 34世能化 |
| 3世 (19世)      | 常住院日宣 (玄首)         |                                    | 享保16年（1731年）1月12日（85歳）  | 本山 龍水山海長寺（静岡県静岡市清水区） 25世 飯高檀林 妙雲山飯高寺（千葉県匝瑳市飯高） 35世能化 大檀林 長祐山承教寺（東京都港区高輪） 21世 妙見山妙福寺（千葉県匝瑳市飯高）歴世 |
| 4世 (20世)      | 妙性院日筵 (慈筵)         |                                    | 正徳4年（1714年）12月13日          | 本山 真間山弘法寺（千葉県市川市真間） 18世 飯高檀林 妙雲山飯高寺（千葉県匝瑳市飯高） 39世能化 |
| 5世 (21世)      | 慈雲院日潤 (慈雲)         |                                    | 享保2年（1717年）1月27日（58歳）   | 大本山 長栄山本門寺（東京都大田区池上） 23世 本山 長興山妙本寺（神奈川県鎌倉市大町） 23世 |
| 6世 (22世)      | 勧持院日典                |                                    | 享保17年（1732年）11月17日         | 本山 慈雲山瑞輪寺（東京都台東区谷中） 15世 海岸山妙行寺（新潟県柏崎市西本町） 16世 |
| 7世 (23世)      | 円智院日従                |                                    | 宝永5年（1708年）9月19日           | 本山 長崇山本行寺（東京都大田区池上） 22世 |
| 8世 (24世)      | 本量院日慶                | 退山日：正徳元年（1711年）11月19日 |                                    | |
| 9世 (25世)      | 寂照院日念                |                                    | 寛延3年（1750年）9月12日           | 本山 長崇山本行寺（東京都大田区池上） 23世 西谷檀林 身延山善学院（山梨県南巨摩郡身延町） 26世能化 |
| 10世 (26世)     | 玄隆院日成                |                                    | 享保19年（1734年）1月13日（57歳）  | 栄久山光福寺（千葉県いすみ市大野） 25世 |
| 11世 (27世)     | 円恵院日深 (智円)         |                                    | 享保12年（1727年）10月8日          | 飯高檀林 妙雲山飯高寺（千葉県匝瑳市飯高） 56世能化 長興山本行院（神奈川県鎌倉市大町） 27世・司務職 興栄山妙泉寺（千葉県いすみ市行川） 32世 |
| 12世 (28世)     | 守玄院日顗 (井上玄静)     |                                    | 宝暦3年（1753年）11月3日（73歳）   | 大本山 長栄山本門寺（東京都大田区池上） 25世 本山 長興山妙本寺（神奈川県鎌倉市大町） 25世 飯高檀林 妙雲山飯高寺（千葉県匝瑳市飯高） 58世能化 興栄山朗惺寺（東京都品川区小山） 18世 池上中道不二庵法類の祖 |
| 13世 (29世)     | 慈船院日運 (即弁)         |                                    | 延享3年（1746年）9月2日（62歳）    | 飯高檀林 妙雲山飯高寺（千葉県匝瑳市飯高） 63世能化 朝田山行伝寺（埼玉県川越市末広町） 18世 |
| 14世 (30世)     | 教信院日隆                |                                    | 元文3年（1738年）7月1日            | |
| 15世 (31世)     | 本妙院日静 (如山)         |                                    | 宝暦10年（1760年）10月26日         | 飯高檀林 妙雲山飯高寺（千葉県匝瑳市飯高） 82世能化 大檀林 長祐山承教寺（東京都港区高輪） 26世 藤光山法華寺（山梨県甲府市武田） 8世 池上中道不二庵法類 如山法縁縁祖 |
| 16世 (32世)     | 常求院日章 (辨隆)         |                                    | 宝暦4年（1754年）3月23日（64歳）   | 大本山 長栄山本門寺（東京都大田区池上） 26世 本山 真間山弘法寺（千葉県市川市真間） 22世 本山 長興山妙本寺（神奈川県鎌倉市大町） 26世 飯高檀林 妙雲山飯高寺（千葉県匝瑳市飯高） 88世能化 興栄山妙泉寺（千葉県いすみ市行川） 34世 池上中道不二庵法類 中延法縁縁祖 |
| 17世 (33世)     | 恵明院日真 (恵天)         |                                    | 宝暦元年（1751年）9月21日          | 品量山永壽寺（群馬県前橋市本町） 6世 |
| 18世 (34世)     | 即妙院日示 (即妙)         |                                    | 明和7年（1770年）2月24日           | 大本山 小湊山誕生寺（千葉県鴨川市小湊） 35世 本山・野呂檀林 長崇山妙興寺（千葉県千葉市若葉区） 37世 飯高檀林 妙雲山飯高寺（千葉県匝瑳市飯高） 100世能化 栄久山光福寺（千葉県いすみ市大野） 26世 大光山善立寺（東京都足立区梅田） 10世 |
| 19世 (35世)     | 玄首院日健 (玄静)         |                                    | 明和7年（1770年）9月2日            | 本山 真間山弘法寺（千葉県市川市真間） 23世 飯高檀林 妙雲山飯高寺（千葉県匝瑳市飯高） 106世能化 行方山妙安寺（東京都大田区蒲田） 中興12世 |
| 20世 (36世)     | 貞静院日好                |                                    | 宝暦8年（1758年）1月15日           | 八幡山法蓮寺（東京都品川区旗の台） 29世 |
| 21世 (37世)     | 宿善院日延 (三境)         |                                    | 延享2年（1745年）3月20日           | 八幡山法蓮寺（東京都品川区旗の台） 30世か |
| 22世 (38世)     | 速成院日随 (観碩)         |                                    | 天明元年（1781年）12月4日（87歳）  | 本山 長崇山本行寺（東京都大田区池上） 26世 長興山本行院（神奈川県鎌倉市大町） 32世・司務職 福聚山妙輪寺（神奈川県中郡大磯町） 39・44世 |
| 23世 (39世)     | 要玄院日言                |                                    | 宝暦5年（1755年）10月13日          | 鷲林山本妙寺（群馬県伊勢崎市山王町） 歴世 朝田山行伝寺（埼玉県川越市末広町） 20世 歓喜山実相寺（神奈川県三浦市初声町） 19世 |
| 24世 (40世)     | 本壽院日利 (玄式)         |                                    | 天明5年（1785年）4月3日（79歳）    | 大本山 長栄山本門寺（東京都大田区池上） 30世 本山 真間山弘法寺（千葉県市川市真間） 24世 本山 長興山妙本寺（神奈川県鎌倉市大町） 30世 飯高檀林 妙雲山飯高寺（千葉県匝瑳市飯高） 114世能化 栄久山光福寺（千葉県いすみ市大野） 28世 玉泉山安国院（千葉県市川市市川） 24世 円教山妙慶寺（静岡県静岡市清水区） 17世 池上中道不二庵法類 土富店法縁縁祖 |
| 25世 (41世)     | 妙応院日治 (観恵)         |                                    | 宝暦6年（1756年）8月3日（48歳）    | 興栄山妙泉寺（千葉県いすみ市行川） 37世 |
| 26世 (42世)     | 順性院日相                |                                    |                                    | |
| 27世 (43世)     | 慈感院日交                |                                    | 明和3年（1766年）9月29日（94歳）   | 妙栄山淨蓮寺（埼玉県秩父郡東秩父村） 30世 |
| 28世 (44世)     | 観行院日演                |                                    | 明和5年（1768年）9月28日           | 朝田山行伝寺（埼玉県川越市末広町） 21世 |
| 29世 (45世)     | 顕静院日観                |                                    | 天明3年（1783年）7月13日（90歳）   | 松ヶ崎檀林 松崎山本湧寺（京都府京都市左京区） 138世能化 玄性山妙雲寺（東京都大田区池上） 11世 興林山宗隆寺（神奈川県川崎市高津区） 19世 |
| 30世 (46世)     | 了玄院日顕 (英玄)         |                                    | 明和4年（1767年）10月11日（77歳）  | 大本山 長栄山本門寺（東京都大田区池上） 29世 本山 長興山妙本寺（神奈川県鎌倉市大町） 29世 飯高檀林 妙雲山飯高寺（千葉県匝瑳市飯高） 90世能化 朝田山行伝寺（埼玉県川越市末広町） 19世 大光山善立寺（東京都足立区梅田） 9世 宝光山妙典寺（東京都大田区蒲田） 開基 |
| 31世 (47世)     | 能生院日瑞                | 宝暦10年（1760年）9月10日          |                                    | 高栄山真福寺（東京都三鷹市牟礼） 12世 |
| 32世 (48世)     | 乾亮院日龍 (堯秀)         |                                    | 安永8年（1779年）11月7日           | 長寿山本行寺（千葉県勝浦市浜勝浦） 22世 済度山長慶寺（千葉県勝浦市新戸） 26世 |
| 33世 (49世)     | 円智院日秀                |                                    | 安永3年（1774年）10月28日          | 鷹峰檀林 寂光山常照寺（京都府京都市北区） 133世能化 興栄山朗惺寺（東京都品川区小山） 歴世 玄性山妙雲寺（東京都大田区池上） 9世 |
| 34世 (50世)     | 慧雲院日澍                |                                    | 明和7年（1770年）5月26日           | |
| 35世 (51世)     | 宝乗院日運                |                                    | 天明3年（1783年）6月29日（69歳）   | 栄久山光福寺（千葉県いすみ市大野） 30世 村沢山本在寺（神奈川県茅ヶ崎市高田） 歴世 |
| 36世 (52世)     | 神静院日暢                |                                    | 天明元年（1781年）9月2日           | 妙建山本立寺（東京都品川区五反田） 歴世 |
| 37世 (53世)     | 明静院日境 (伝能)         |                                    | 天明6年（1786年）11月26日          | 本山・小西檀林 妙高山正法寺（千葉県大網白里市小西） 140世 長興山本行院（神奈川県鎌倉市大町） 35世・司務職 法慶山善慶寺（東京都台東区元浅草） 歴世 |
| 38世 (54世)     | 通圓院日性 (辨明)         |                                    | 天明8年（1788年）11月13日（67歳）  | 八正山妙長寺（千葉県市原市八幡） 16世 岸栄山妙蔵寺（埼玉県川口市安行領根岸） 24世 長陽山宗信寺（埼玉県川口市上青木） 16世 八幡山法蓮寺（東京都品川区旗の台） 13世 不変山永寿院（東京都大田区池上） 13世 興林山宗隆寺（神奈川県川崎市高津区） 21世 |
| 39世 (55世)     | 妙経院日字                |                                    | 安永9年（1780年）4月4日            | 高栄山真福寺（東京都三鷹市牟礼） 13世 |
| 40世 (56世)     | 海求院日実                |                                    | 天明3年（1783年）4月4日（58歳）    | 能栄山妙成寺（東京都大田区西蒲田） 15世 |
| 41世 (57世)     | 正善院日長 (恵秀)         |                                    | 文化6年（1809年）5月25日           | 長興山本行院（神奈川県鎌倉市大町） 38世・司務職 著作：『難得意之条条記』 |
| 42世 (58世)     | 十如院日専                |                                    | 寛政元年（1789年）6月13日          | 海岸山妙潮寺（千葉県勝浦市松部） 歴世 |
| 43世 (59世)     | 円信院日達 (元孝)         |                                    | 享和3年（1803年）5月13日           | 栄敬山真福寺（千葉県勝浦市市野郷） 歴世 宝光山妙典寺（東京都大田区蒲田） 39世 |
| 44世 (60世)     | 是明院日輝                |                                    | 正徳4年（1714年）10月28日          | 長興山本行院（神奈川県鎌倉市大町） 42世・司務職 熊野山妙光寺（千葉県夷隅郡大多喜町） 21世 高栄山真福寺（東京都三鷹市牟礼） 14世 |
| 45世 (61世)     | 音声院日真                |                                    | 文化8年（1811年）3月16日           | 朝田山行伝寺（埼玉県川越市末広町） 24世 |
| 25世再住 (41世) | 妙応院日治 (観恵)         |                                    |                                    | |
| 46世 (62世)     | 観理院日浄                |                                    | 文化5年（1808年）5月28日           | 本山 長崇山本行寺（東京都大田区池上） 29世 妙栄山淨蓮寺（埼玉県秩父郡東秩父村） 35世 |
| 47世 (63世)     | 仁譲院日勇                |                                    | 寛政3年（1791年）12月10日          | 長瀧山妙延寺（東京都町田市森野） 32世 |
| 48世 (64世)     | 慈善院日詮                |                                    | 寛政3年（1791年）11月23日          | 大神山隆盛寺（神奈川県平塚市大神） 17世 |
| 49世 (65世)     | 弁雅院日妙                |                                    | 寛政8年（1796年）12月30日          | 大峯山本顕寺（千葉県いすみ市引田） 25世 久住山宏善寺（東京都町田市本町田） 歴世 |
| 50世 (66世)     | 妙厳院日寅 (恵雄)         |                                    | 寛政9年（1797年）11月12日（47歳）  | 龍燈山善立寺（神奈川県川崎市多摩区） 19世 長光山栄林寺（東京都大田区蒲田） 18世 |
| 51世 (67世)     | 妙義院日解 (観達)         |                                    | 文化11年（1814年）1月26日          | 長興山本行院（神奈川県鎌倉市大町） 47世・司務職 高栄山真福寺（東京都三鷹市牟礼） 15世 |
| 52世 (68世)     | 修明院日珪                | 寛政8年（1796年）3月1日            |                                    | 福船山安立寺（神奈川県横浜市金沢区） 24世 |
| 53世 (69世)     | 顗宣院日成 (顕順)         | 寛政8年（1796年）11月1日           | 享和3年（1803年）2月13日           | 性光山円頓寺（東京都大田区蒲田） 26世 亀福山本覚寺（静岡県下田市四丁目） 31世 |
| 54世 (70世)     | 要道院日正 (観也)         | 寛政9年（1797年）8月               | 天保3年（1832年）5月5日            | 長興山本行院（神奈川県鎌倉市大町） 51世・司務職 惺誉山蓮慶寺（東京都調布市布田） 32世 妙永山善正寺（神奈川県川崎市麻生区） 19世 |
| 55世 (71世)     | 慈眼院日遍 (玄遵)         |                                    | 文政9年（1826年）8月20日           | 長興山本行院（神奈川県鎌倉市大町） 48世・司務職 芳澤山蓮昭寺（神奈川県平塚市寺田縄） 15・17世 |
| 56世 (72世)     | 妙寿院日仁 (義達)         | 享和2年（1802年）2月20日           |                                    | 村沢山本在寺（神奈川県茅ヶ崎市高田） 歴世 |
| 57世 (73世)     | 常勧院日恵 (後回)         | 享和3年（1803年）2月               |                                    | 学清山法眼寺（神奈川県伊勢原市下糟屋） 11世 |
| 58世 (74世)     | 妙秀院日感                | 文化元年（1804年）2月28日          |                                    | 長松山林昌寺（東京都大田区仲池上） 歴世 |
| 59世 (75世)     | 顕寿院日要 (本瑞)         | 文化2年（1805年）2月11日           |                                    | 布施山三妙寺（千葉県いすみ市下布施） 歴世 潮耀山恵日寺（千葉県勝浦市串浜） 歴世 |
| 60世 (76世)     | 聞是院日明 (顕旭)         | 文化4年（1807年）2月21日           | 文化9年（1812年）5月20日           | 長祐山妙福寺（東京都町田市三輪町） 27世 |
| 61世 (77世)     | 大中院日孝                | 文化5年（1808年）2月12日           | 文政12年（1829年）10月21日         | 羽田山長照寺（東京都大田区本羽田） 歴世 観行山慈雲寺（神奈川県横浜市港北区） 17世 廣栄山不変院（岡山県岡山市北区） 13世 |
| 62世 (78世)     | 舜是院日如 (義賢)         | 文化6年（1809年）2月9日            | 天保14年（1843年）6月23日          | 本山 龍水山海長寺（静岡県静岡市清水区） 47世 妙祐山理境院（東京都大田区池上） 28世 性光山本覚寺（東京都大田区北嶺町） 歴世 惺誉山蓮慶寺（東京都調布市布田） 39世 |
| 63世 (79世)     | 一慈院日雄                | 文化8年（1811年）閏2月13日         | 文化11年（1814年）4月2日           | 長亨山大林寺（東京都大田区大森中） 24世 |
| 64世 (80世)     | 通如院日秀 (教嶺)         |                                    | 文政3年（1820年）8月16日（56歳）   | 行立山徳性寺（千葉県夷隅郡大多喜町） 30世 |
| 65世 (81世)     | 取要院日逗 (要円)         | 文化10年（1813年）8月10日          |                                    | 荻野山正蓮寺（神奈川県横須賀市荻野） 歴世 |
| 66世 (82世)     | 事観院日行                |                                    | 文化11年（1814年）7月28日          | |
| 63世再住        | 一慈院日雄                |                                    |                                    | |
| 67世 (83世)     | 慈天院日𨒫 (玄式)         |                                    | 天保11年（1840年）7月13日          | 長興山本行院（神奈川県鎌倉市大町） 50世・司務職 安立山長遠寺（東京都台東区元浅草） 歴世 行時山光則寺（神奈川県鎌倉市長谷） 歴世 |
| 68世 (84世)     | 本解院日到 (玄海)         |                                    | 文化13年（1816年）2月6日           | 宝上山妙蔵寺（神奈川県伊勢原市串橋） 23世 |
| 69世 (85世)     | 英心院日恕                | 文化13年（1816年）2月3日           | 天保9年（1838年）2月3日            | 東山檀林 妙慧山善正寺（京都府京都市左京区） 282世能化 一楽山清雲寺（静岡県伊豆市土肥） 28世 藤光山法華寺（山梨県甲府市武田） 19世 |
| 70世 (86世)     | 海聚院日厳 (慈要)         | 文化13年（1816年）閏8月11日        |                                    | 山科檀林 了光山護国寺（京都府京都市山科区） 248世能化 興栄山朗惺寺（東京都品川区小山） 歴世 龍燈山善立寺（神奈川県川崎市多摩区） 20世 |
| 71世 (87世)     | 妙事院日禮 (安碩)         | 文化14年（1817年）2月11日          | 弘化3年（1846年）9月15日（72歳）   | 飯高檀林 妙雲山飯高寺（千葉県匝瑳市飯高） 288世能化 東山檀林 妙慧山善正寺（京都府京都市左京区） 292世能化 興栄山妙泉寺（千葉県いすみ市行川） 49世 信巡山本善寺（千葉県勝浦市宿戸） 32世 法受山妙厳寺（千葉県夷隅郡大多喜町） 26世 松林山妙典寺（千葉県夷隅郡大多喜町） 33世 興栄山善龍寺（東京都八王子市本郷町） 歴世 |
| 72世 (88世)     | 親善院日遭                |                                    | 文政元年（1818年）12月25日         | |
| 73世 (89世)     | 専慈院日応                | 文化15年（1818年）2月8日           |                                    | 鷹峰檀林 寂光山常照寺（京都府京都市北区） 271世能化 |
| 74世 (90世)     | 輪成院日教 (平野輪朝)     |                                    | 天保15年（1844年）11月11日（91歳） | 大本山 長栄山本門寺（東京都大田区池上） 47世 本山 真間山弘法寺（千葉県市川市真間） 44世 本山 長興山妙本寺（神奈川県鎌倉市大町） 47世 飯高檀林 妙雲山飯高寺（千葉県匝瑳市飯高） 233世能化 常在山妙興寺（新潟県柏崎市米山町） 20世 岸栄山妙蔵寺（埼玉県川口市根岸） 28世 田中山妙光寺（神奈川県川崎市幸区） 18世 妙光山正教寺（神奈川県川崎市幸区） 17世 一楽山清雲寺（静岡県伊豆市土肥） 27世 |
| 75世 (91世)     | 祥受院日修                |                                    | 天保8年（1837年）4月23日           | 羽田山長照寺（東京都大田区本羽田） 13世 |
| 76世 (92世)     | 舜了院日是 (義教)         | 文政7年（1824年）8月12日           |                                    | 井立山妙田寺（静岡県沼津市井田） 32世 |
| 77世 (93世)     | 顕量院日透                | 文政10年（1827年）2月12日          |                                    | 行立山徳性寺（千葉県夷隅郡大多喜町） 31世 羽田山長照寺（東京都大田区本羽田） 歴世 |
| 78世 (94世)     | 妙心院日周 (年雅)         | 文政12年（1829年）2月11日          |                                    | 福聚山妙輪寺（神奈川県中郡大磯町） 57世 |
| 79世 (95世)     | 玄修院日漸                | 文政13年（1830年）8月18日          |                                    | 大乗山妙昌寺（神奈川県中郡大磯町） 26世 |
| 80世 (96世)     | 顕慈院日栄 (貞瑞)         | 天保4年（1833年）8月21日           |                                    | 長興山本行院（神奈川県鎌倉市大町） 53世・司務職 潮耀山恵日寺（千葉県勝浦市串浜） 歴世 |
| 81世 (97世)     | 玄亮院日受 (順直)         | 天保5年（1834年）2月25日           |                                    | 東山檀林 妙慧山善正寺（京都府京都市左京区） 341世能化 真立山正覚寺（東京都台東区元浅草） 21世 |
| 82世 (98世)     | 慈善院日蒼                |                                    | 天保7年（1836年）4月16日（57歳）   | 行時山光則寺（神奈川県鎌倉市長谷） 歴世 |
| 83世 (99世)     | 寛善院日順 (慈雲)         | 天保7年（1836年）5月15日           |                                    | 栄敬山真福寺（千葉県勝浦市市野郷） 歴世 |
| 84世 (100世)    | 妙壽院日具 (辨全)         |                                    | 嘉永6年（1853年）4月20日（56歳）   | 山科檀林 了光山護国寺（京都府京都市山科区） 歴世能化 妙銀山蓮昌寺（埼玉県さいたま市浦和区） 17世 長祐山妙福寺（東京都町田市三輪町） 34世 |
| 85世 (101世)    | 慈顕院日題 (良遵)         | 天保11年（1840年）8月12日          |                                    | 笛田山佛行寺（神奈川県鎌倉市笛田） 25世 |
| 86世 (102世)    | 教解院日信 (義善)         | 天保13年（1842年）8月              |                                    | 安立山妙光寺（東京都江戸川区平井） 歴世 |
| 87世 (103世)    | 十地院日超 (礼静)         |                                    | 嘉永6年（1853年）8月10日           | 東山檀林 妙慧山善正寺（京都府京都市左京区） 492世能化 鶏冠井檀林 鶏冠山北真経寺（京都府向日市鶏冠井町） 376世能化 妙見山妙福寺（千葉県匝瑳市飯高）歴世 |
| 88世 (104世)    | 本是院日慎 (通恕)         | 弘化2年（1845年）2月13日           |                                    | 福受山妙盛寺（千葉県勝浦市佐野） 歴世 |
| 89世 (105世)    | 修成院日信 (顕恵)         | 弘化3年（1846年）8月               |                                    | 東光山本照寺（東京都品川区北品川） 歴世 |
| 90世 (106世)    | 英善院日演 (教山)         | 弘化4年（1847年）2月               | 元治元年（1864年）4月24日          | 亀福山本覚寺（静岡県下田市四丁目） 33世 |
| 91世 (107世)    | 貞信院日暫 (顕是)         | 弘化4年（1847年）2月               |                                    | 朗長山本住寺（東京都大田区羽田） 歴世 |
| 92世 (108世)    | 優陀那院日輝 (野口堯山)   | 嘉永3年（1850年）                  | 安政6年（1859年）2月23日（60歳）   | 本山 具足山立本寺（京都府京都市上京区） 69世 妙布山立像寺（石川県金沢市寺町） 22世 充洽園 開堂・近代日蓮教学の祖 著作：『一念三千論』・『本迹帰宗論』・『祖書綱要正議』・『妙経宗義抄』等 |
| 93世 (109世)    | 逞寿院日行 (弁意)         | 嘉永4年（1851年）10月              |                                    | 妙祐山理境院（東京都大田区池上） 歴世 初香山本遠寺（神奈川県川崎市宮前区） 48世 妙珍山蓮昌寺（神奈川県小田原市本町） 44世 |
| 94世 (110世)    | 禎運院日登 (顕静)         | 嘉永6年（1853年）8月10日           | 元治2年（1865年）1月4日（63歳）    | 東山檀林 妙慧山善正寺（京都府京都市左京区） 500世能化 性光山円頓寺（東京都大田区蒲田） 33世 東光山本照寺（東京都品川区北品川） 歴世 |
| 95世 (111世)    | 正妙院日暢 (勝秀)         | 安政2年（1855年）2月               | 明治2年（1869年）11月28日          | 長祐山妙福寺（東京都町田市三輪町） 35世 |
| 96世 (112世)    | 英頂院日全 (受英)         |                                    | 明治17年（1884年）10月22日         | 関本山弘行寺（神奈川県南足柄市雨坪） 37世 |
| 97世 (113世)    | 守孝院日献 (完珠)         | 安政4年（1857年）4月6日            | 明治7年（1874年）8月23日           | 東山檀林 妙慧山善正寺（京都府京都市左京区） 646世能化 廣栄山一乗寺（東京都港区麻布台） 19世 能王山盛圓寺（横浜市青葉区すみよし台） 25世 |
| 98世 (114世)    | 祥芳院日琮                | 安政6年（1859年）2月10日           |                                    | 妙教山法養寺（東京都大田区池上） 18世 |
| 99世 (115世)    | 随宣院日喜                | 安政5年（1858年）8月               |                                    | |
| 100世 (116世)   | 啓寿院日鍵 (顕栄)         | 安政7年（1860年）閏3月3日          |                                    | 朗長山本住寺（東京都大田区羽田） 歴世 |
| 101世 (117世)   | 宝乗院日道                | 文久2年（1862年）2月10日           |                                    | 龍燈山善立寺（神奈川県川崎市多摩区） 25世 慧雲山常栄寺（神奈川県鎌倉市大町） 21世 |
| 102世 (118世)   | 玄如院日真                | 文久2年（1862年）8月               | 明治12年（1879年）11月5日          | 東山檀林 妙慧山善正寺（京都府京都市左京区） 567世能化 妙銀山蓮昌寺（埼玉県さいたま市浦和区） 19世 長松山林昌寺（東京都大田区仲池上） 31世 |
| 103世 (119世)   | 諦是院日総 (周円)         | 慶應元年（1865年）8月10日          |                                    | 朗惺山本城寺（群馬県富岡市富岡） 30世 |
| 104世 (120世)   | 妙勢院日秀 (淳厚)         | 慶應2年（1866年）8月               |                                    | |
| 105世 (121世)   | 鳳樹院日丈 (本秀)         | 慶應4年（1868年）3月               |                                    | 延寿山長久寺（東京都台東区谷中） 29・31世 |
| 106世 (122世)   | 省心院日昇 (堯存)         | 慶應4年（1868年）4月               |                                    | |
| 107世 (123世)   | 梵声院日亮 (恵本)         |                                    | 明治7年（1874年）2月19日           | |
| 108世 (124世)   | 顕示院日承                |                                    |                                    | |
| 109世 (125世)   | 大綱院日明 (黒澤圓静)     |                                    | 大正8年（1919年）6月20日（70歳）   | 大本山 長栄山本門寺（東京都大田区池上） 72世 本山 長興山妙本寺（神奈川県鎌倉市大町） 72世 光榮山長福寺（千葉県勝浦市杉戸） 36世 朗惺山本城寺（群馬県富岡市富岡） 31世 鎮護山善國寺（東京都新宿区神楽坂） 26世 興栄山善龍寺（東京都八王子市本郷町） 27世 |
| 110世 (126世)   | 文進院日勇                |                                    | 明治36年（1903年）4月13日          | 行方山妙安寺（東京都大田区蒲田） 34世 |
| 111世 (127世)   | 普明院日照 (牧口泰存)     |                                    | 昭和15年（1940年）5月11日（77歳）  | 光榮山長福寺（千葉県勝浦市杉戸） 39世 髙濱山法華寺（新潟県柏崎市荒浜） 2世 海岸山妙行寺（新潟県柏崎市西本町） 35世 著作：『通俗日蓮宗大意』・『現行日蓮宗法令』・『日蓮上人遺文要編』等 |
| 112世 (128世)   | 観是院日教 (石川謙静)     |                                    | 昭和32年（1957年）3月16日（85歳）  | 大本山 長栄山本門寺（東京都大田区池上） 77世 本山 龍水山海長寺（静岡県静岡市清水区） 64世 長栄山中道院（東京都大田区池上） 44世 |
| 113世 (129世)   | 本隆院日淳 (田中本隆)     | 昭和22年（1947年）9月              | 平成22年（2010年）7月18日（97歳）  | 大本山 長栄山本門寺（東京都大田区池上） 81世 大僧正・第48代 日蓮宗管長 著作：『法華経を生きる』・『法華経講話二巻』・『BC級戦犯60年目の遺書』 |
| 114世 (130世)   | 日泥 (石川恒彦)           | 昭和63年（1988年）                 |                                    | 長栄山中道院（東京都大田区池上） 46世 |
| 115世 (131世)   | (石川龍彦)                | 平成24年（2012年）5月1日           |                                    | |

## 旧末寺
日蓮宗は1941年（昭和16年）に本末を解体したため、現在では、旧本山・旧末寺と呼びならわしている。
- 朗慶山照栄院（東京都大田区池上）
  - 照栄院 末：朗慶山立善講寺（埼玉県志木市本町）

## 交通
- 東急池上線 池上駅から徒歩8分（経路案内）。
- 都営地下鉄浅草線 西馬込駅南口から徒歩18分（経路案内）。